# Девід-Сіті (Небраска)
Девід-Сіті (англ. David City) — місто (англ. city) в США, в окрузі Батлер штату Небраска. Населення — 2995 осіб (2020).

## Географія
Девід-Сіті розташований за координатами 41°15′36″ пн. ш. 97°7′45″ зх. д. / 41.26000° пн. ш. 97.12917° зх. д. (41.259871, -97.129298).  За даними Бюро перепису населення США в 2010 році місто мало площу 5,36 км², з яких 5,33 км² — суходіл та 0,03 км² — водойми. В 2017 році площа становила 4,97 км², з яких 4,92 км² — суходіл та 0,05 км² — водойми.

## Демографія
Згідно з переписом 2010 року, у місті мешкало 2906 осіб у 1153 домогосподарствах у складі 706 родин. Густота населення становила 542 особи/км².  Було 1274 помешкання (238/км²).
Расовий склад населення:
| - 96,1 % — білих - 0,7 % — азіатів - 0,6 % — чорних або афроамериканців - 0,1 % — корінних американців - 1,8 % — осіб інших рас |

До двох чи більше рас належало 0,8 %. Частка іспаномовних становила 3,5 % від усіх жителів.
За віковим діапазоном населення розподілялося таким чином: 25,9 % — особи молодші 18 років, 52,4 % — особи у віці 18—64 років, 21,7 % — особи у віці 65 років та старші. Медіана віку мешканця становила 42,1 року. На 100 осіб жіночої статі у місті припадало 90,3 чоловіків;  на 100 жінок у віці від 18 років та старших — 86,7 чоловіків також старших 18 років.
Середній дохід на одне домашнє господарство  становив 74 619 доларів США (медіана — 46 336), а середній дохід на одну сім'ю — 94 410 доларів (медіана — 64 073). За межею бідності перебувало 12,4 % осіб, у тому числі 16,6 % дітей у віці до 18 років та 7,2 % осіб у віці 65 років та старших.
Цивільне працевлаштоване населення становило 1447 осіб. Основні галузі зайнятості: освіта, охорона здоров'я та соціальна допомога — 23,6 %, виробництво — 20,0 %, роздрібна торгівля — 12,7 %, мистецтво, розваги та відпочинок — 10,1 %.